# Bunna Yon
Bunna Yon (ur. 1 marca 1994) – kambodżański zapaśnik walczący w obu stylach. Zajął osiemnaste miejsce na igrzyskach azjatyckich w 2022. Srebrny medalista igrzysk Azji Południowo-Wschodniej w 2023; brązowy w 2019 i czwarty w 2021. Brązowy medalista mistrzostw Azji Południowo-Wschodniej w 2025 roku.